# Coronaspis coronifera
Coronaspis coronifera är en insektsart som först beskrevs av Green 1905.  Coronaspis coronifera ingår i släktet Coronaspis och familjen pansarsköldlöss.
Artens utbredningsområde är Sri Lanka. Inga underarter finns listade i Catalogue of Life.